# تحر (فقه)
التحري في أصول الفقه أحد الطرق لمعرفة الحكم الشرعي ومعناه لغة: الطلب، وشرعا: طلب شيء من العبادات بغالب الرأي عند تعذر الوقوف على الحقيقة.
وإنما قيد بالعبادات لأنهم كما قالوا التحري فيها قالوا التوخي في المعاملات.
وقيل التحري في اللغة الطلب والابتغاء، وهو والتوخي سواء، إلا أن لفظ التوخي يستعمل في المعاملات والتحري في العبادات.

وقيل في الشريعة هو: طلب الشيء بغالب الرأي عند تعذر الوقوف على حقيقته، وهو غير الشك والظن، فالشك أن يستوي طرفا العلم والجهل، والظن ترجح أحدهما من غير دليل، والتحري ترجح أحدهما من دليل يتوصل به إلى طرف العلم، وإن كان لا يتوصل به إلى ما يوجب حقيقة العلم واليقين.